# Альбум, София
София Альбум (швед. Sofia Ahlbom, 25 ноября 1803 — 8 июня 1868) — шведская художница, фотограф, писательница, участница феминистского движения.

## Биография
София Альбум родилась в Вестеросе в 1803 г. в семье ювелира. Она с детства проявила многогранный талант к искусству, и рисованию и гравировке её учил ювелир Грандель.
Отец Софии умер в 1822 г., и чтобы не остаться без средств к существованию, она с сестрой Густавой открыла школу для девочек, а также делала гравюры для заказчиков. Она выгравировала на камне карты Стокгольма и Висбю.
По совету одной богатой женщины София с матерью и сестрой переехала в Стокгольм. Здесь её работа гравёром по меди, серебру и золоту хорошо оплачивалась. В 1842—1843 гг. она работала в Париже. Кроме гравировки в 1863—1866 гг. она профессионально занималась развивавшейся в то время фотографией.
Таланты Софии были замечены: её пригласили работать картографом в Navigationsskolan («Школу навигации») в Стокгольме. Её руке принадлежат надписи на медалях Stockholms Slöjdskola («Стокгольмской школы искусств и ремёсел») и Krigsakademien vid Karlberg («Военной академии в Карлберге»). В 1861—1864 гг. она сделала надписи для книги геральдики Шведской палаты лордов.
София Альбум также была писательницей, публиковала стихи и прозу. К неё хорошо относились в литературных кругах, в частности, её творчество с одобрением писательница Фредрика Бремер упомянула в своей книге Livet i gamla världen (1862 г.).
Кроме работы София занималась также общественной деятельностью. В те времена в Швеции начали подниматься вопросы женского равноправия, в частности, правительственная пенсия для профессиональных учительниц. Эта идея была реализована в 1855 г. по инициативе Юсефины Деланд из фонда Svenska lärarinnors pensionsförening («Фонд пенсионного обеспечения для женщин-учительниц»), но существовали значительные риски ввиду отсутствия необходимых компетенций у исполнителей. София Альбум сменила Юсефину Делан на должности секретаря фонда и работала в период 1859—1864 гг. В заслугу ей ставят то, что хорошая организация работы фонда спасла проект от закрытия.
София замужем не была, жила с сестрой и матерью. Она умерла в Стокгольме в 1868 г.